# Vanilla phalaenopsis
Vanilla phalaenopsis là một loài thực vật có hoa trong họ Lan. Loài này được Rchb.f. ex Van Houtte miêu tả khoa học đầu tiên năm 1867.

## Hình ảnh

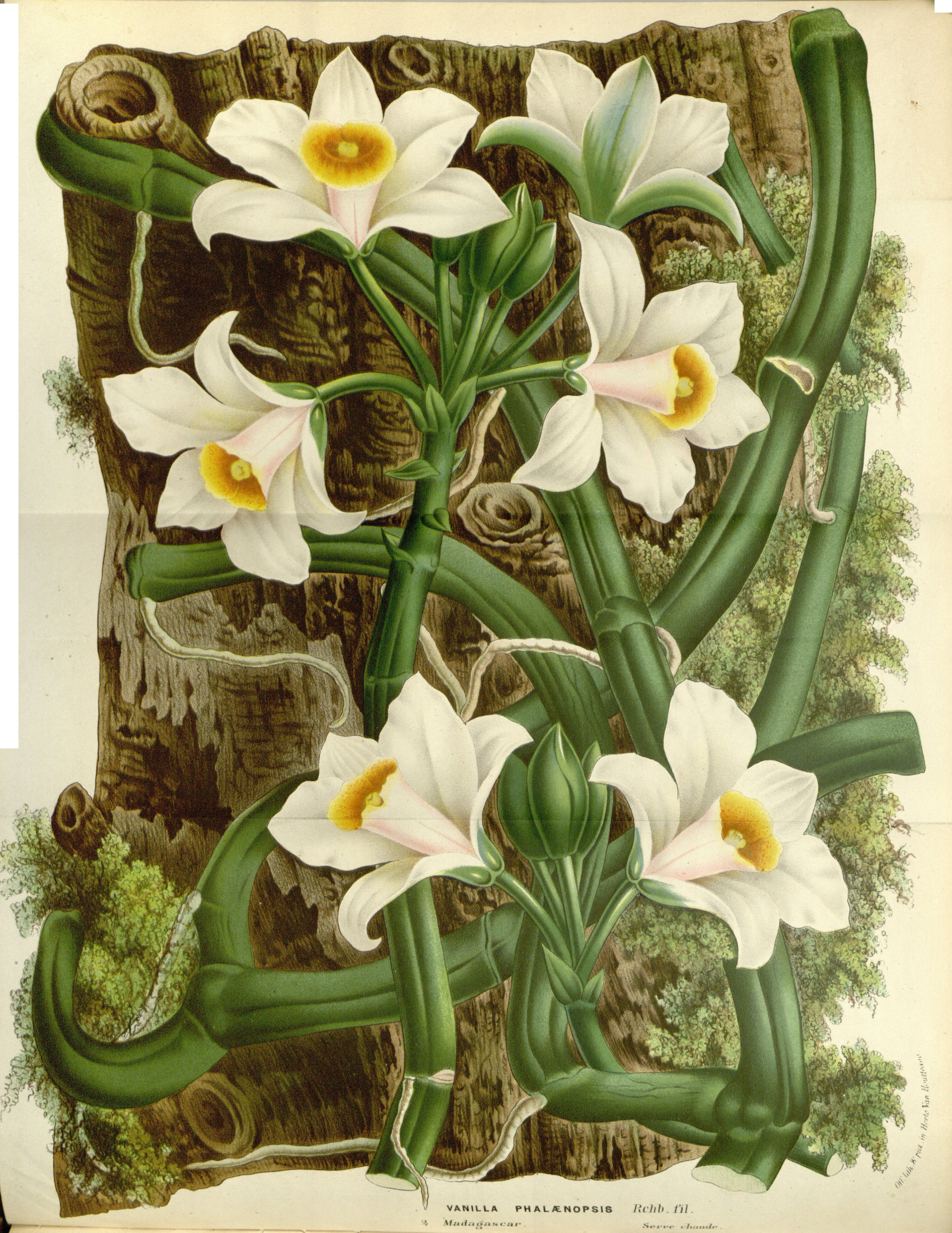